# Frauengenderbibliothek Saar
Die FrauenGenderBibliothek Saar (ehemals Frauenbibliothek Saar) ist eine Fachbibliothek in Saarbrücken, deren Schwerpunkt die Frauen- und Genderforschung ist. Sie setzt sich ein für ein gleichberechtigtes Miteinander der Geschlechter und für umfassende Minderheitenrechte.

## Schwerpunkte
Ein Schwerpunkt der Einrichtung ist die Fachbibliothek zu Frauen- und Genderthemen. Sie widmet sich den Themen aktuelle Genderforschung, Geschlechtergeschichte, Feminismus, Internationale Frauenbewegungen, Migration, Arbeitsmarktforschung, Männlichkeitsforschung, Belletristik. Die Sammlung umfasst Monografien, Fachzeitschriften, Graue Literatur, Nachschlagewerke, Statistiken, Ton- und Bilddokumente und Pressedossiers und ist im META-Katalog erfasst und über OPAC abrufbar. Weitere Schwerpunkte sind die Erforschung, Dokumentation, Archivierung und Vermittlung der Saar-Frauengeschichte. Die Bestände der Bibliothek und des Archivs sind auch Bestandteil des Digitalen Deutschen Frauenarchivs.

## Finanzierung
Die Bibliothek wurde 1990 als gemeinnütziger Verein gegründet. Sie wird öffentlich gefördert. Die Stadt Saarbrücken stellt mietfreie Räumlichkeiten zur Verfügung und trägt zum Anschaffungsetat bei, das Land bezuschusst die Personalkosten. Außerdem gibt es einen Förderverein, der die Bibliothek mit Mitgliedsbeiträgen unterstützt. Das Team besteht aus vier Mitarbeiterinnen.

## Frauen-Archiv Saar
Der Sammlungsbestand beinhaltet historische und gegenwartsbezogene Bücher, originäre Dokumente, wie Plakate, Flugblätter, Buttons, Presseartikel (weitgehend komplett vorhandenen Ausgaben der saarländischen Frauenzeitschriften Charme, Lila Distel und donnawetter) und Tondokumente zur neueren Frauenbewegung  im Saarland seit den 1970ern. In der Datenbank Biografia finden sich biografische Daten zu Politikerinnen, Autorinnen, Künstlerinnen, Wissenschaftlerinnen oder historische Persönlichkeiten, die im Saarland gewirkt oder gelebt haben.

## Angebote
Die im Archiv geleistete Forschungsarbeit und Dokumentationstätigkeit sowie der Materialienbestand stehen Forschenden und Interessierten zur Verfügung.
Durch ein Veranstaltungsprogramm mit Vorträgen und Seminaren sollen feministische Diskurse der Öffentlichkeit vermittelt werden. Bildungsangebote für Kleingruppen, auf Nachfrage auch Stadtrundgänge, werden regelmäßig angeboten.

## Mentoring-Netzwerk für Migrantinnen (MiNET Saar)
Die FrauenGenderBibliothek Saar hat zusammen mit Partnern aus dem kommunalen und regionalen Frauen- und Migrationsbereich und in internationaler Kooperation ein Mentoring-Netz für Migrantinnen (MiNET Saar) im Saarland aufgebaut. Aufstiegs- und bildungsorientierte Migrantinnen mit dem Wunsch nach Neuorientierung werden in diesem Netzwerk mit ehrenamtlichen Mentorinnen in einem Tandem zusammengeführt, das für die Dauer eines Jahres zu ihrer Unterstützung zur Verfügung steht; Seminare der FrauenGenderBibliothek Saar werden dazu begleitend angeboten.

## Vernetzung
Die FrauenGenderBibliothek Saar ist Mitglied bei i.d.a., dem Dachverband der deutschsprachigen Frauen/Lesbenbibliotheken, -archive und -dokumentationsstellen, im Landesverband Saarland im dbv (Deutscher Bibliotheksverband), im Frauenrat Saarland, im FrauenForum Saarbrücken, im Bündnis für reproduktive Selbstbestimmung Saar, in der Landesarbeitsgemeinschaft Erinnerungsarbeit im Saarland und im Antidiskriminierungsforum Saar.